# 叶绿基甲萘醌
叶绿基甲萘醌（2-甲基-3-叶绿基-1,4-萘醌，简称叶绿醌，又称为维生素K1）属于一种多环芳香酮，骨架基于2-甲基-1,4-萘醌，在三号位上有一个植烷取代基。叶绿基甲萘醌是一种脂溶性维生素，对空气和潮湿稳定，但在阳光下会被分解。在天然绿色植物中广泛存在。